# Acala

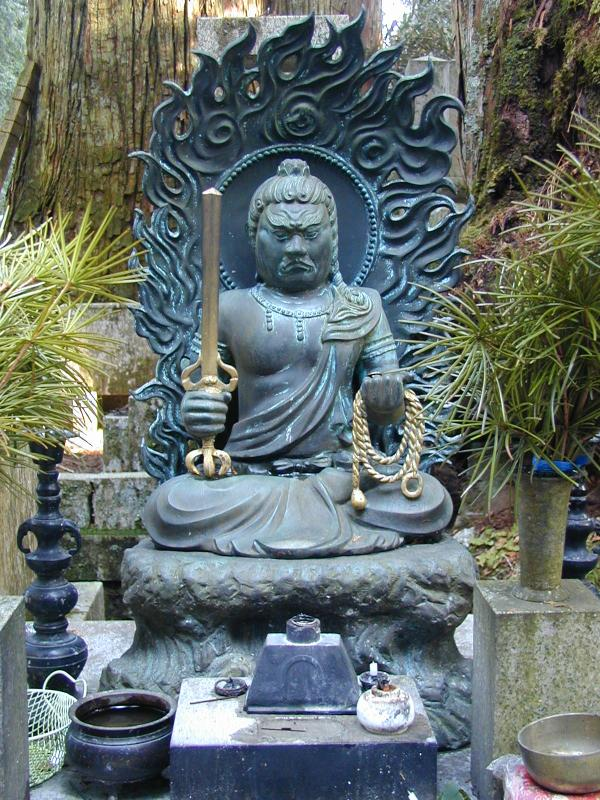
Statue des Fudō Myōō am Okuno-in, Kōya-san, Japan

Acala (auch: Ācalanātha, Āryācalanātha, Ācala-vidyā-rāja oder Caṇḍamahāroṣaṇa; chinesisch 不動明王 / 不动明王, Pinyin Búdòng Míngwáng; jap. 不動明王, Fudō Myōō) ist eine Gottheit bzw. „Mantrakönig“ (Vidyārāja) des Buddhismus. Er gilt als „Schützer der Lehre“. Sein Abbild findet man häufig vor Tempeln, um Feinde abzuwehren. Er wird als dreiäugige, zähnefletschende Gestalt mit sechs Armen dargestellt und ist mit einem Schwert, einem Vajra (Donnerkeil), einem Beil und einer Schlinge bewaffnet.